# Social Bond
Ein Social Bond ist eine Anleihe, mit der in Unternehmen oder Projekte investiert wird, die einem sozialen Zweck dienen oder einen Beitrag zur Gesellschaft leisten. Die Übersetzung „soziale Anleihe“ hat sich im Finanzwesen nicht durchgesetzt, so dass auch hier i. d. R. die englische Bezeichnung Social Bond verwendet wird.
Um zu vermeiden, dass Greenwashing-Vorwürfe wegen missbräuchlicher Verwendung vorgebracht werden, orientieren sich die meisten Emittenten bei der Emission von Social Bonds an einem Regelwerk, das u. a. Mindestkriterien an die Anleihe und die Berichtsanforderungen an den Emittenten definiert.
Liste von Regelwerken zu Social Bonds
| Organisation                             | Bezeichnung                                     | Anmerkungen                                              | Aktuelle Version |
| ---------------------------------------- | ----------------------------------------------- | -------------------------------------------------------- | ---------------- |
| International Capital Market Association | SBP – Social Bond Principles[1]                 | Prinzipien für Soziale Anleihen 1                        | 08.06.2023       |
| International Capital Market Association | SBG – Sustainability Bond Guidelines[2]         | Leitlinien für nachhaltige Anleihen 2                    | 14.06.2021       |
| International Capital Market Association | SLBP – Sustainability-Linked Bond Principles[3] | Prinzipien für nachhaltige Anleihen mit Zielvorgaben 2 3 | 19.06.2023       |
Fußnoten zur Tabelle